# 트리시 스트레터스
트리쉬 스트래터스(Trish stratus, 1975년 12월 18일 ~ )는 본명은 패트리시아 앤 스트래터스(Patricia Anne Stratigias)다. 캐나다의 여자 프로레슬링선수다. 통산 7회 WWE 위민스 챔피언이며 2000년 프로레슬링 입문으로 2002년에 WWE 하드코어 챔피언십에 등극 한적도 있었다고 한다. 2006년 9월에 은퇴했다. 2013년에 WWE 명예의 전당에 헌액되었다. 키는 163cm(5 ft 4 in)에다가 몸무게는 56kg(123 lb)이다. 피니쉬는 칙 킥(하이 킥), 샤프슈터, 보스턴 크랩, 크로스페이스, 트리쉬 킥(다이빙 시저스 킥), 트리쉬 헤드시저스 테이크다운(다이빙 헤드시저스 테이크다운), 스트래터스스팩션(스프링보드 불독), 런닝 백 엘보우 스매쉬, 리어 네이키드 초크, 슬링샷 프론트 드롭킥, 스트래터스 브레이커(다이빙 넥브레이커 슬램), 다아빙 스피어, 펌프핸들 슬램으로 사용을 한다. 자주 쓰는 시그니처 기술로은 말그대로 허리케인라나 매트리쉬(매트릭스 이베이전), 에어 캐나다(루테즈 프레스 팔로우 멀티플 펀치), 매트리쉬 레볼루션(핸드스탠드 틸트-어-휠 헤드시저스 테이크다운)이 있는데 상대에게 물구나무 서기로 두 다리로 상대의 목을 감아 회전력을 이용해서 패대기치는 기술이라고 한다. 스트레터스페어(턴버클 핸드스탠드 프랑켄슈타이너)는 말 그대로 탑 로프 앉아있는 상대에게 하단 로프를 잡구 물구나무를 서서 상대의 목을 두 다리로 감아 다시 떨어지면서 패대기 치는 기술이라고 한다. 그리고 스파인버스터, 스트래터스 스플래쉬(스팅거 스플래쉬)가 있고 다이빙 불독, 휠배로우 불독, 런닝 불독, 점핑 불독, 원 핸드 불독도 있다. 디바답지 않은 익스트림한 모습과 공중기를 자유자재로 선보이는 등 역대 최고의 디바 중 한 명으로 꼽힐 만 한 섹시한 여자 프로레슬링선수다.

## Professional wrestling highlights
- Finishing moves
  - Boston crab - 2000-2002
  - Chick Kick (High kick) - 2003-present
  - Crossface - 2002-2004
  - Diving spear - 2006-present
  - Pumphandle slam - 2000-2002
  - Rear naked choke - 2004-2006
  - Running back elbow smash - 2002-2003
  - Sharpshooter - 2006-present; como tributo a Bret Hart
  - Slingshot front dropkick - 2000-2002
  - Stratus Breaker (Diving neckbreaker slam) - 2000-2001
  - Stratusfaction (Springboard bulldog with teasing) - 2001-present
  - Trish Headscissors Takedown (Diving headscissors takedown) - 2004-2006
  - Trish Kick (Diving scissors kick) - 2002-2004
- Signature moves
  - Air Canada (Louthesz press followed by several multiple punch)
  - Back body drop
  - Backhand chop, sometimes licking the palm of the hand
  - Body slam
  - Delayed vertical suplex
  - Diving clothesline
  - Diving crossbody
  - Hangman's noose
  - Hurricanrana
  - Japanese arm drag
  - Matrish (Matrix evasion) - innovated
  - Matrish Reloaded / Matrish Revolutions / Whirlybird Headscissors (Handstand tilt-a-whirl headscissors takedown)
  - Multiple bulldog variations
    - Diving
    - Jumping
    - One-handed
    - Running - 2000-present
    - Wheelbarrow

  - One-arm neckbreaker slam
  - Running bicycle kick
  - Side kick
  - Simultaneous (Side headlock headscissors takedown on two opponents)
  - Spinebuster
  - Springboard sunset flip
  - Stratusphere (Turnbuckle handstand frankensteiner)
  - Stratus Splash (Stinger splash)
  - Victory roll
- Managers
  - Albert
  - Ashley Massaro
  - Beth Phoenix
  - Carlito
  - Christian
  - Gail Kim
  - Kurt Angle
  - Lita
  - Mickie James
  - Molly Holly
  - Stacy Keibler
  - Test
  - Torrie Wilson
  - Tyson Tomko
  - Val Venis
- Nicknames
  - "Canada's Greatest export"
  - "Diva Of The Decade"
  - "The Legendary"
  - "The Queen of Queens"
  - "The Quintessential WWE Diva
- Entrance themes
  - "Crosstown Traffic" by Bernd Roger (WWF; 2000)
  - "Emergency" by Rick DiFonzo and Jim Johnston (WWF; 2000-2001; used while teaming with T & A)
  - "Whiplash" by Code Red (WWF; 2001-2002)
  - "Time To Rock and Roll" by Lil' Kim (WWF/WWE; 2002-present)

## 출연 작품
- 영화
  - 다이하드 스왓 (2015) - 지나 역

## 수상
- 베스트 피멜 레슬러 오브 더 디케이드 (2010)
- 아이언 마이크 마즈르키 어워즈 (2016)
- 더블 엑스 어워즈 (2006)
- 쓰리 도스 어워즈 (2006)
- 루 테즈 어워즈 (2020)
- 월드 레커드 모스 WWE 위민스 챔피언 (7회)
- 샌디 홀리 커뮤너티 서버스 어워즈 (2017)
- 워맨 오브 더 이열 (2002, 2003, 2005, 2006)
- 워맨 오브 더 디케이드 (2000-2009)
- WWE 홀 오브 페임 (2013)
- WWE 하드코어 챔피언 (1회)
- WWE 위민스 챔피언 (구 버전) (7회)
- 베이브 오브 더 이열 (2001-2003)
- 디바 오브 더 디케이드 (2003)
- 랭크드 넘버 1 오브 더 탑 50 그레이터스트 WWE 피메일 슈퍼스타아즈 어브 올 타임 (2021)
- 워스트 워크 매치 오브 더 이열 (2002) 브래드쇼 vs 크리스토퍼 노윈스키 언드 재키 게이다 WWE Raw 2002년 7월 7일